# Les Andelys
Les Andelys is een Frans stadje, gelegen ongeveer halfweg tussen Parijs en Rouen aan de Seine, in het departement Eure (regio Normandië), in een streek die de Normandische Vexin genoemd wordt. De gemeente telde 7.822 inwoners op 1 januari 2022. De inwoners worden Andelisiens genoemd.

## Geschiedenis
Het stadje is ontstaan uit het samengroeien van Grand-Andely (de middeleeuwse stadskern, ontstaan op de plek van een klooster uit de 6e eeuw, gesticht door Clothilde, de vrouw van koning Clovis I) met het iets jongere, aan de rechteroever van de Seine gelegen Petit-Andely, dat ontstond als vissersplaats.
Het stadsbeeld wordt gedomineerd door de imposante ruïnes van het Kasteel Gaillard, een stevige burcht die in 1196 gebouwd werd door Richard Leeuwenhart, hertog van Normandië en koning van Engeland, met de bedoeling zijn rivaal Filips Augustus uit te dagen en hem de doorgangsweg naar Rouen via de Seine te beletten. Vandaar de naam gaillard (d.i. ondeugend). De bouw was reeds klaar na één jaar, wat Richard de uitroep ontlokte: "Wat is ze knap, mijn dochter van één jaar!". Filips Augustus waagde het aanvankelijk niet de burcht te bestormen, zo onwankelbaar leek ze hem toe. Maar toen koning Richard overleed en opgevolgd werd door zijn broer, de zwakke Jan zonder Land, waagde hij zijn kans. Eind 1203 sloegen de Fransen het beleg om het Kasteel Gaillard. Toen Filips echter in februari 1204 te weten kwam dat de belegerden nog minstens voor een jaar voedsel hadden, besloot hij de stormaanval in te zetten. Het Engelse garnizoen moest zich overgeven op 6 maart.
In de 14e eeuw diende het kasteel tot gevangenis van de op overspel betrapte prinsessen Margaretha en Blanche, de schoondochters van Filips de Schone na het zogenaamde Schandaal van de Tour de Nesle.
In de 17e eeuw liet Kardinaal de Richelieu het kasteel gedeeltelijk slopen, maar wat er overbleef is nog steeds indrukwekkend.
De Promenade des Près en het Canal du Grand Rang vormen de verbinding tussen Petit-Andely en Grand-Andely. In de 19e eeuw werden villa's in Normandische stijl gebouwd.

## Geografie
De oppervlakte van Les Andelys bedroeg op 1 januari 2022 40,62 vierkante kilometer; de bevolkingsdichtheid was toen 192,6 inwoners per km². De gemeente ligt aan een bocht van de Seine. De riviertjes Gambon en Grand Rang stromen door de gemeente en monden uit in de Seine.
De onderstaande kaart toont de ligging van Les Andelys met de belangrijkste infrastructuur en aangrenzende gemeenten.

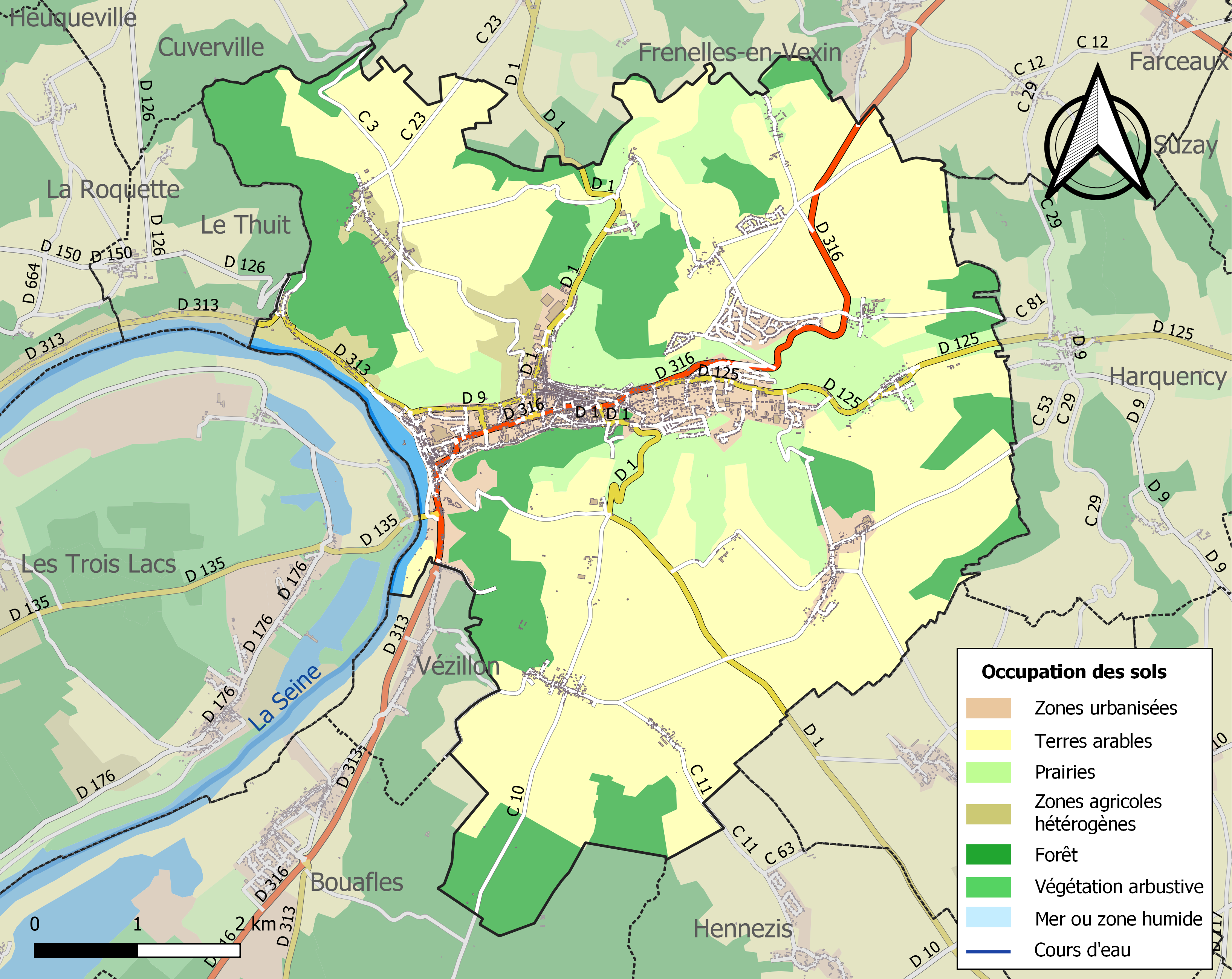

## Demografie
Onderstaande figuur toont het verloop van het inwonertal (bron: INSEE-tellingen).

## Bezienswaardigheden

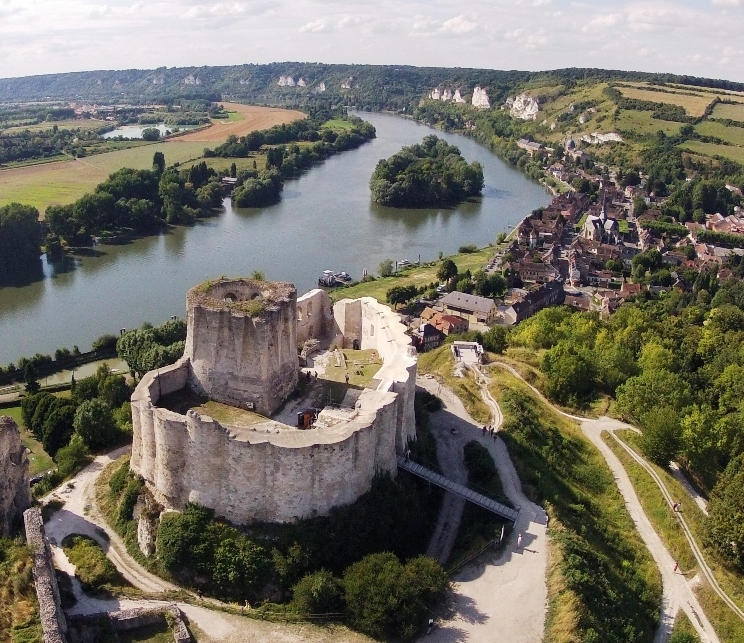
Château Gaillard
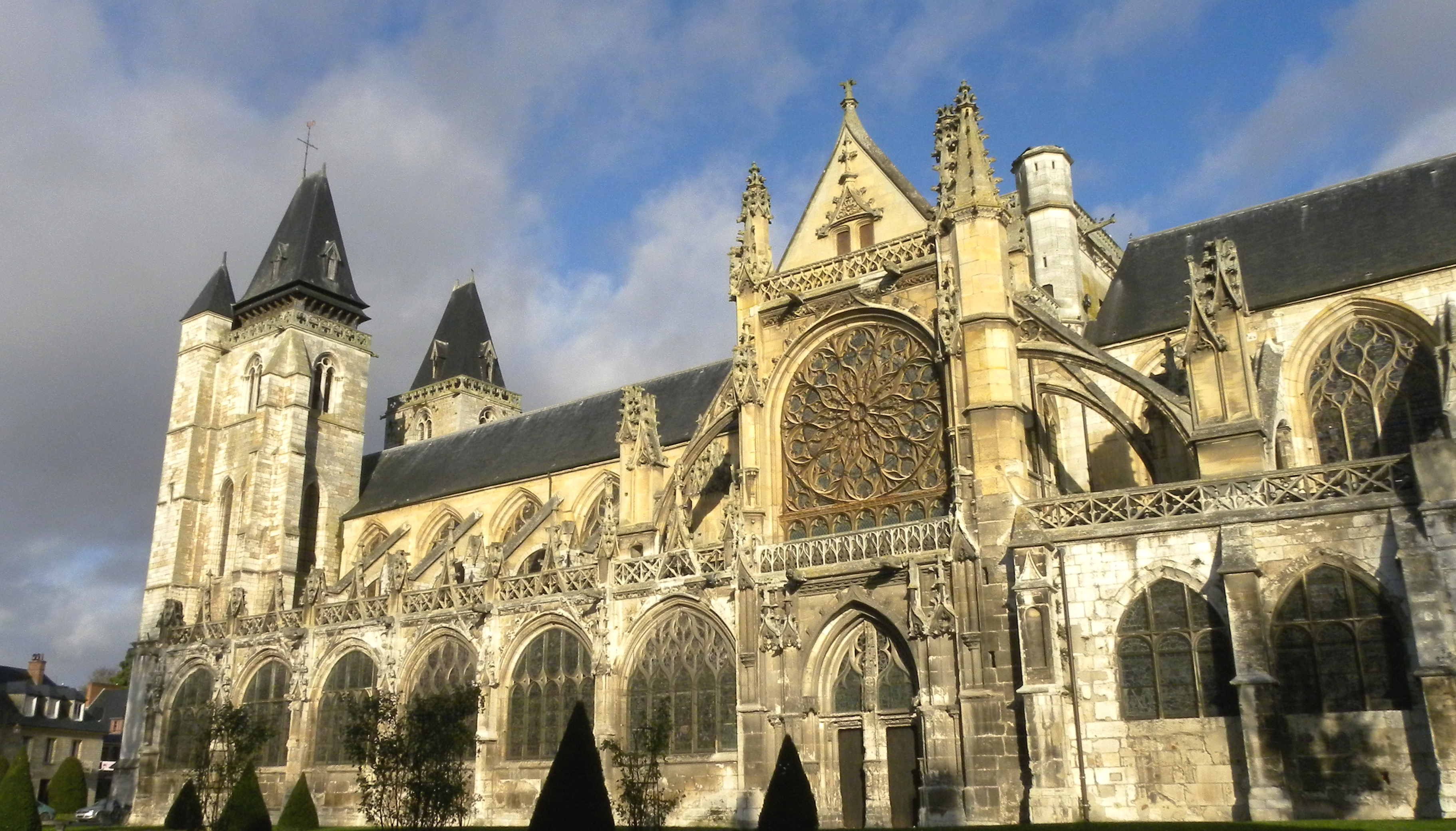
Collégiale Notre-Dame
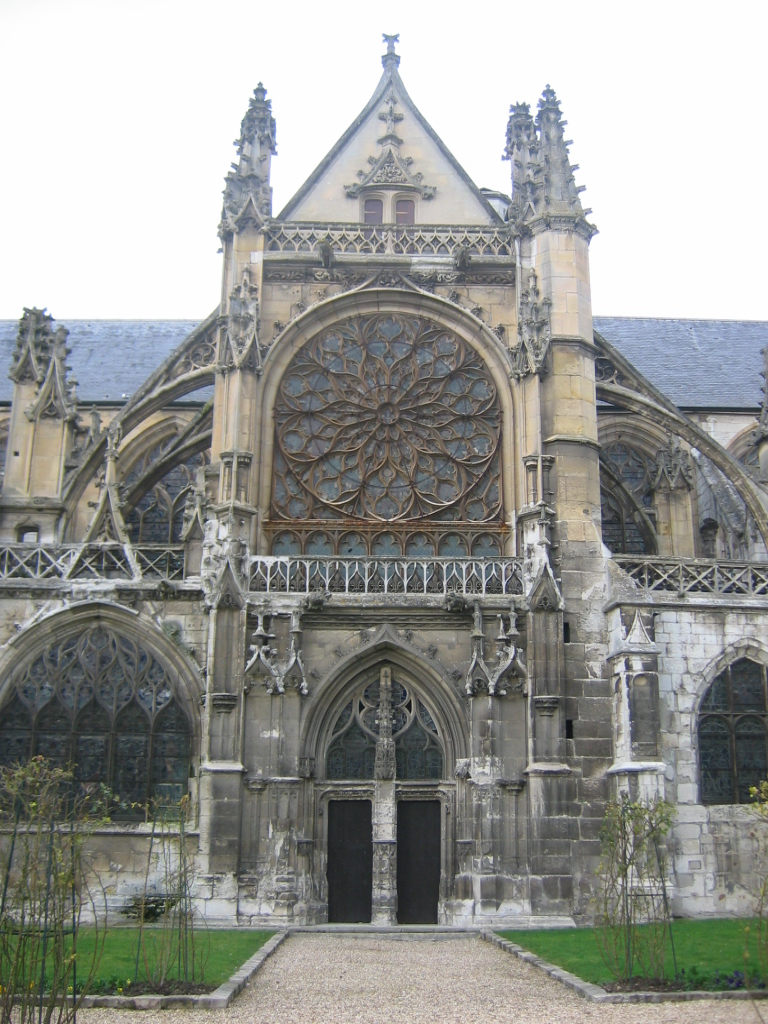
Collégiale Notre-Dame
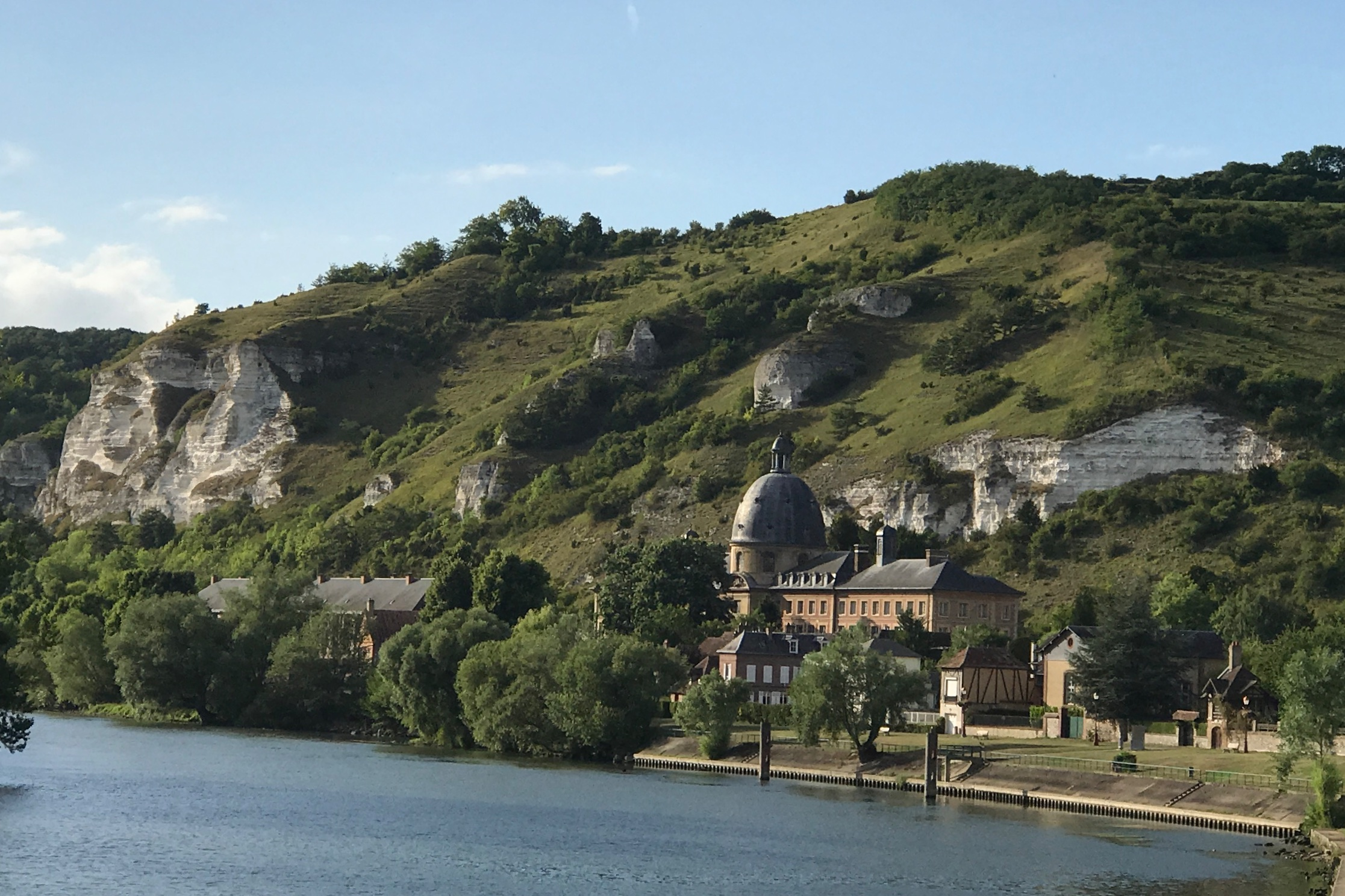
Hospice Saint-Jacques
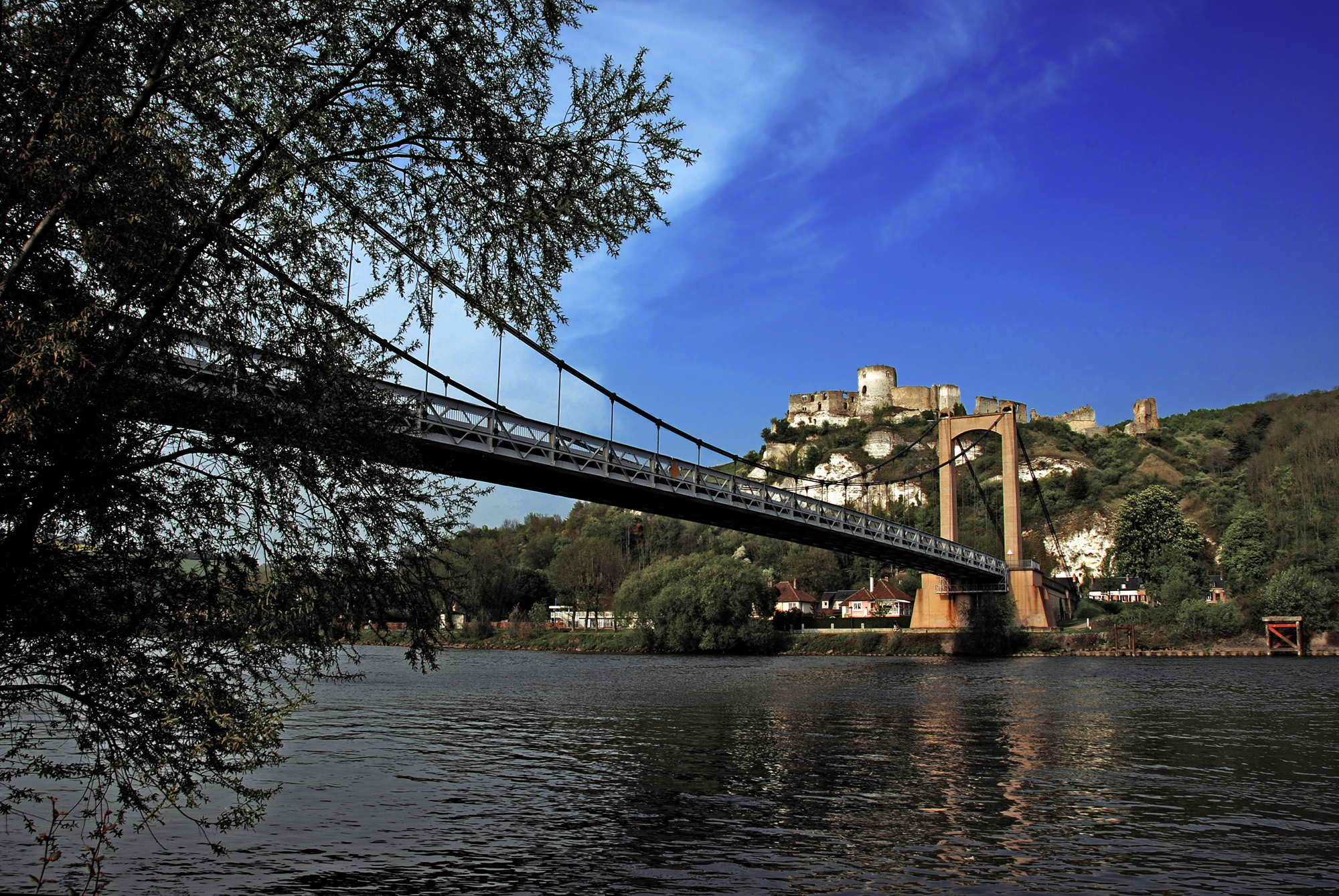
Brug over de Seine
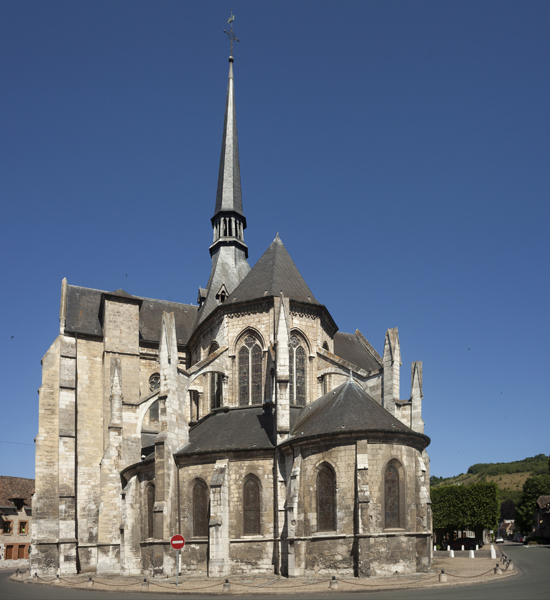
Église Saint-Sauveur

Behalve het kasteel Gaillard biedt de stad nog enkele historische bezienswaardigheden:
- de vroeggotische kerk van de Verlosser (Église Saint-Sauveur) in Petit-Andely;
- de hooggotische Onze-Lieve-Vrouwekerk (Collégiale Notre-Dame), een kapittelkerk met glasramen uit de 16e eeuw;
- de Bron van Clothilde (waar volgens de legende de heilige echtgenote van Clovis water in wijn veranderde), beide in Grand-Andely.
- het Musée Nicolas Poussin

## Geboren in Les Andelys
- Nicolas Poussin (1594-1665), kunstschilder
- Jean Pierre Blanchard (1753-1809), luchtvaartpionier
- Charles Chaplin (1825-1891), kunstschilder en graficus